# Lindenstumpf (Wipperfürth)
Lindenstumpf ist eine Ortschaft in der Gemeinde Wipperfürth im Oberbergischen Kreis im Regierungsbezirk Köln in Nordrhein-Westfalen (Deutschland).

## Lage und Beschreibung
Der Ort liegt unmittelbar an der südlichen Stadtgrenze zu Wipperfürth. Nachbarorte sind die Stadt Wipperfürth, Münte und Herzhof.
Politisch wird Lindenstumpf durch den Direktkandidaten des Wahlbezirks 5 (050) Langenbick und mittleres Gaulbachtal im Rat der Stadt Wipperfürth vertreten.

## Geschichte
1465 wird der Ort erstmals unter der Bezeichnung „Tilla“ in einem Matrikel der Universität Köln genannt. Ein „Henric de Tilla de Wijperfuerd“ ist dort als Student eingetragen. Die Lokalisierung des Ortes gilt allerdings als unsicher. Ab den topografischen Karten (Preußische Neuaufnahme) von 1894 bis 1896 ist im Bereich von Lindenstumpf ein Grundriss verzeichnet. Eine Ortsbezeichnung von Lindenstumpf erfolgt erst mit der topografischen Karte von 1962.
Das im Ortsbereich von Lindenstumpf stehende hölzerne Hofkreuz ist im Jahre 1937 errichtet worden.

## Wanderwege
Zwei vom SGV markierte Zugangswanderwege zum Wipperfürther Rundweg führen nordwestlich von Lindenstumpf vorbei.